# WTA-toernooi van Singapore
Het WTA-toernooi van Singapore is een tennistoernooi voor vrouwen dat plaatsvindt in de wijk Kallang van de stadstaat Singapore.

## Geschiedenis
In de twintigste eeuw vond het toernooi plaats van 1986 tot en met 1990 alsmede in 1994. De officiële naam van het toernooi was in 1994 Singapore Classic. De WTA organiseerde het toernooi, dat in 1994 in de categorie "Tier IV" viel en dat werd gespeeld op hardcourt.
Er werd door 32 deelneemsters per jaar gestreden om de titel in het enkelspel, en door 16 paren om de dubbelspeltitel. Aan het kwalificatietoernooi voor het enkelspel namen 32 speelsters deel, met vier plaatsen in het hoofdtoernooi te vergeven.
In deels dezelfde (1989, 1990), deels andere jaren werd hier het ATP-toernooi van Singapore georganiseerd. In 1989 en 1990 werd het mannentoernooi één à twee weken na het vrouwentoernooi gehouden – ze zijn nooit in dezelfde week gespeeld.
Na een pauze van dertig jaar werd het toernooi in 2025 hervat. Het kreeg de naam Singapore Tennis Open, werd georganiseerd in de categorie WTA 250 en vond plaats in de overdekte sectie van de nieuwe Kallang Tennis Hub (op steenworp afstand van het oude Kallang Tennis Centre). Aan het kwalificatietoernooi voor het enkelspel namen nu 24 vrouwen deel, met zes plaatsen in het hoofdtoernooi te vergeven. De Belgische Elise Mertens won deze herneming.

## Officiële namen
| 1986–1988 | Singapore Open        |
| 1989–1990 | DHL Open              |
| 1994      | Singapore Classic     |
| 2025      | Singapore Tennis Open |

## Meervoudig winnaressen enkelspel
| speelster       | aantal titels | in de jaren |
| --------------- | ------------- | ----------- |
| Naoko Sawamatsu | 2             | 1990, 1994  |

## Enkel- en dubbelspeltitel in één jaar
| speelster        | in het jaar |
| ---------------- | ----------- |
| Belinda Cordwell | 1989        |

## Finales

### Enkelspel
| Datum      | Naam                  | Cat.          | ($)           | Ondergrond        | Winnares         | Verliezend finaliste | Uitslag       |               |
| ---------- | --------------------- | ------------- | ------------- | ----------------- | ---------------- | -------------------- | ------------- | ------------- |
| 1986-10-20 | Singapore Open        |               | 50.000        | hardcourt, binnen | Gigi Fernández   | Mercedes Paz         | 6-4, 2-6, 6-4 |               |
| 1987-04-27 | Singapore Open        |               | 50.000        | hardcourt, buiten | Anne Minter      | Barbara Gerken       | 6-4, 6-1      |               |
| 1988-04-18 | Singapore Open        | Tier V        | 50.000        | hardcourt, buiten | Monique Javer    | Leila Meschi         | 7-6, 6-3      |               |
| 1989-04-10 | DHL Open              | Tier V        | 75.000        | hardcourt, buiten | Belinda Cordwell | Akiko Kijimuta       | 6-1, 6-0      |               |
| 1990-04-23 | DHL Open              | Tier IV       | 150.000       | hardcourt, buiten | Naoko Sawamatsu  | Sarah Loosemore      | 7-6, 3-6, 6-4 |               |
| 1991–1993  | geen toernooi         | geen toernooi | geen toernooi | geen toernooi     | geen toernooi    | geen toernooi        | geen toernooi | geen toernooi |
| 1994-04-18 | Singapore Classic     | Tier IV       | 100.000       | hardcourt, buiten | Naoko Sawamatsu  | Florencia Labat      | 7-5, 7-5      | details       |
| 1995–2024  | geen toernooi         | geen toernooi | geen toernooi | geen toernooi     | geen toernooi    | geen toernooi        | geen toernooi | geen toernooi |
| 2025-01-27 | Singapore Tennis Open | WTA 250       | 275.094       | hardcourt, binnen | Elise Mertens    | Ann Li               | 6-1, 6-4      | details       |

### Dubbelspel
| Datum      | Naam                  | Cat.          | ($)           | Ondergrond        | Winnaressen                           | Verliezend finalistes             | Uitslag       |               |
| ---------- | --------------------- | ------------- | ------------- | ----------------- | ------------------------------------- | --------------------------------- | ------------- | ------------- |
| 1986-10-20 | Singapore Open        |               | 50.000        | hardcourt, binnen | Anna-Maria Fernandez Julie Richardson | Sandy Collins Sharon Walsh-Pete   | 6-3, 6-2      |               |
| 1987-04-27 | Singapore Open        |               | 50.000        | hardcourt, buiten | Anna-Maria Fernandez Julie Richardson | Barbara Gerken Heather Ludloff    | 6-1, 6-4      |               |
| 1988-04-18 | Singapore Open        | Tier V        | 50.000        | hardcourt, buiten | Natalja Bykova Natalia Medvedeva      | Leila Meschi Svetlana Parchomenko | 7-6, 6-3      |               |
| 1989-04-10 | DHL Open              | Tier V        | 75.000        | hardcourt, buiten | Belinda Cordwell Elizabeth Smylie     | Ann Henricksson Beth Herr         | 6-7, 6-2, 6-1 |               |
| 1990-04-23 | DHL Open              | Tier IV       | 150.000       | hardcourt, buiten | Jo Durie Jill Hetherington            | Pascale Paradis Catherine Suire   | 6-4, 6-1      |               |
| 1991–1993  | geen toernooi         | geen toernooi | geen toernooi | geen toernooi     | geen toernooi                         | geen toernooi                     | geen toernooi | geen toernooi |
| 1994-04-18 | Singapore Classic     | Tier IV       | 100.000       | hardcourt, buiten | Patty Fendick Meredith McGrath        | Nicole Arendt Kristine Radford    | 6-4, 6-1      | details       |
| 1995–2024  | geen toernooi         | geen toernooi | geen toernooi | geen toernooi     | geen toernooi                         | geen toernooi                     | geen toernooi | geen toernooi |
| 2025-01-27 | Singapore Tennis Open | WTA 250       | 275.094       | hardcourt, binnen | Desirae Krawczyk Giuliana Olmos       | Wang Xinyu Zheng Saisai           | 7-5, 6-0      | details       |